# سد فوکوئی
سد فوکوئی (به انگلیسی: Fukui Dam) یک سد وزنی بتنی است که در استان توکوشیمای ژاپن واقع شده‌است. از این سد برای کنترل سیلاب فصلی استفاده می‌شود. حوضه آبریز سد ۱۵ کیلومتر مربع می‌باشد. این سد در صورت پر شدن، حدود ۴۴ هکتار زمین را در بر می‌گیرد و می‌تواند ۴۷۵۰ هزار متر مکعب آب را ذخیره کند. ساخت این سد در سال ۱۹۷۲ آغاز و در سال ۱۹۹۵ به پایان رسید